# اجتماع شمل العائلة (مسرحية)
اجتماع شمل العائلة هي مسرحية كتبها الشاعر والكاتب المسرحي ت. س. إليوت، الحاصل على جائزة نوبل للآداب. كُتبت معظمها بصيغة الشعر الحر، وتدمج بين عناصر من الدراما الإغريقية ومسرح الجريمة في منتصف القرن العشرين، لتصوّر رحلة البطل من الشعور بالذنب إلى الخلاص. لم تحقّق المسرحية نجاحًا عند عرضها الأول سنة 1939، واعتبرها المؤلف نفسه لاحقًا عملًا غير مُرضٍ، لكنها عُرضت بنجاح في السنوات اللاحقة بدءًا من أربعينيات القرن العشرين. وقد رأى بعض النقاد أن شخصية البطل المعذّب تعكس جوانب من معاناة إليوت الشخصية، خصوصًا ما يتعلق بانفصاله عن زوجته الأولى.

## العرض الأول
عُرضت المسرحية لأول مرة في 21 مارس 1939 على خشبة مسرح وستمنستر في لندن، حيث قام مايكل ريدغريف بدور "هاري"، وهيلين هاي بدور "السيدة مونتشينزي"، وكاثرين لايسي بدور "أغاثا". واستمر عرضها حتى 22 أبريل من العام نفسه. واستمرت حتى 22 أبريل 1939.

## الشخصيات
تضم مسرحية مجموعة من الشخصيات تنتمي إلى عائلة مونتشينسي الأرستقراطية، إلى جانب بعض الشخصيات الثانوية التي تسهم في تطور الأحداث. تقف السيدة مونتشينسي في مركز المسرحية، وهي الأم المسنّة التي تسعى للحفاظ على وحدة العائلة. يحيط بها أبناؤها الثلاثة، أبرزهم هاري، الابن الأكبر الذي يعود إلى منزل العائلة بعد غياب طويل، وهو يعاني من أزمة نفسية عميقة وشعور بالذنب. كما تظهر أغاثا، إحدى شقيقات السيدة مونتشينسي، وتُعد من أكثر الشخصيات وعيًا وعمقًا. تشمل الشخصيات الأخرى أفرادًا من العائلة الموسّعة مثل ماري، قريبتهم الشابة، وأعمام هاري، تشارلز وجيرالد بيبر، بالإضافة إلى الخادم داونينغ، الذي يرافق هاري ويشاركه جزءًا من رحلته. تضم المسرحية أيضًا شخصيات رمزية مستوحاة من الميثولوجيا الإغريقية، مثل الإيومنيدس (الأشباح الثأرية)، مما يضفي على العمل طابعًا أسطوريًا وروحيًا. تدور جميع مشاهد المسرحية في منزل ريفي يقع في شمال إنجلترا.

## الحبكة
تتكوّن المسرحية من فصلين، وتدور أحداثها في قصر "ويشووود"، وهو منزل أرستقراطي يقع في شمال إنجلترا. في بداية المسرحية، تبدأ عائلة إيمي، السيدة مونتشينزي الأرملة، بالتجمع للاحتفال بعيد ميلادها. وتُظهِر المسرحية أن إيمي تتشبث بالحياة بقوة إرادتها فقط، كما يوضح طبيبها لاحقًا:
"... أُبقي على ويشووود حيّة لأُبقي العائلة حيّة، لأُبقيهم معًا، لأُبقي نفسي حيّة، وأنا من يُبقيهم".
يحضر الحفل شقيقا زوج السيدة مونتشينزي، وثلاث من شقيقاتها، بالإضافة إلى قريبتهم الشابة ماري، في حين يغيب أبناؤها الثلاثة. يتحدث الحاضرون، من بين مواضيع أخرى، عن وفاة زوجة الابن الأكبر هاري، اللورد الحالي لعائلة مونتشينزي، والتي حدثت في البحر بشكل مفاجئ، وهي وفاة لا تبدو بالنسبة إليهم مؤسفة تمامًا. لا يظهر الابنان الأصغر سنًا في المسرحية، إذ يتعرضان لإصابات خفيفة في حوادث سير، أما هاري فيصل قريبًا، وذلك في أول زيارة له إلى ويشووود منذ ثماني سنوات.
يعاني هاري من شعور عميق بالذنب، إذ يلاحقه الاعتقاد بأنه دفع زوجته من على متن السفينة، رغم أنه يملك حجة غياب تؤكد عدم وجوده في المكان وقت الحادثة. ومع أن الحقيقة تظل غامضة، فإن مشاعره العدائية تجاه زوجته ورغبته السابقة في موتها تُشكل الدافع الرئيسي لتحركاته النفسية وسلوكه طوال المسرحية
ترى السيدة مونتشينزي أن حالة ابنها الذهنية تستوجب مراقبة طبية دقيقة، فتدعو طبيب العائلة للانضمام إلى الحفل، بحجة المشاركة في العشاء. في الوقت نفسه، تسعى ماري، التي تأمل إيمي أن تصبح زوجة مستقبلية لهاري، إلى الهرب من حياة ويشووود، غير أن عمتها أغاثا تطلب منها التريث:
"... أنتِ وأنا، يا ماري، لسنا سوى مراقبين ومنتظرين، وهي ليست بالدور الأسهل".
تكشف أغاثا لهاري أن والده حاول قتل إيمي وهي حامل بهاري في بطنها، لكنها هي من منعته عن ذلك. بعيدًا عن الامتنان، تحمل إيمي مشاعر استياء تجاه أغاثا، ولا تزال تحتفظ بهذا الشعور بسبب حرمانها من زوجها. بدعم من أغاثا، يعلن هاري عزمه مغادرة ويشووود، تاركًا أخاه الأصغر، جون، المستقر والمستعد، ليتولى المسؤولية بدلاً منه. تشعر إيمي باليأس جراء تنكّر هاري لوطنه وعائلته، وتموت بعيدًا عن الأنظار، حيث توصف بأنها "امرأة عجوز وحيدة في بيت ملعون". وفي النهاية، يغادر هاري مع خادمه الوفي داونينغ.

## البناء
كتبت المسرحية جزئيًا بالشعر الحر، حيث اعتمد إليوت على وزن يرتكز على التوكيد، يحتوي عادةً على أربع إلى خمس نبرات في كل سطر، وليس على الوزن الخماسي اليامبي التقليدي. كما تضمنت المسرحية أجزاءً مكتوبة بالنثر. سبق لإليوت أن جرب المسرح الشعري في مسرحيته "القتل في الكاتدرائية"، واستمر في استخدام هذا الأسلوب في أعماله المسرحية التي كتبها بعد الحرب.  بالرغم من أن العمل كان يشبه إلى حد ما مسرحيات غرف الجلوس التقليدية في ثلاثينيات القرن العشرين، إلا أن إليوت استخدم جهازين مستوحى من الدراما اليونانية القديمة:
- أحيانًا ينفصل كل أعمام هاري  خالاته أيضا عن الحدث ويرددون تعليقًا على الحبكة، على غرار جوقة يونانية.
- طارد هاري من قبل الإيومنيدس، وهنّ الإلهات الثأريات اللاتي يطاردن أورستيس في مسرحية الأوريستيا. لم يكن هاري وحده من يرى هذه الكائنات، بل أيضًا خادمه وأغاثا، التي تُعتبر أكثر أفراد العائلة إدراكًا ووعيًا.[5]

رغم هذه المواضيع اليونانية، علّق ستيفن سبندر بأن المسرحية بأكملها تدور حول "اكتشاف البطل لدعوته الدينية نتيجة شعوره بالذنب.".

## التقييم والنقد
كانت ردود الفعل النقدية بعد العرض الأول متحفظة. فقد بدأ صحيفة مانشستر غارديان مراجعتها بالقول:
توجهت مشاعر الحضور، رغم تجمعهم الكبير من المثقفين في مسرح وستمنستر لمشاهدة مسرحية "اللقاء العائلي" لت. س. إليوت، بتعاطف واضح نحو العم شارلز الغبي في العائلة، عندما قال قرب نهاية العرض: "هذا أمر غريب جدًا، لكني بدأت أشعر أن هناك شيئًا قد أتمكن من فهمه لو تم شرحه لي".
أضافت المراجعة أنه، بخلاف جوقة الأعمام والعمات المحيرة، "لا يُمكن العثور في أي مكان آخر على فلسفة واضحة المعالم."   وعلّقت صحيفة التايمز على نقص عنصر الدراما في المسرحية، لكنها خلصت إلى أن "المسرحية ككل، رغم افتقادها لبعض القوة المسرحية، تظل عملاً يمكن للسيد إليوت أن يفخر بكتابته.". وخلص مخرج المسرحية، إي. مارتن براون، إلى تقييم النقد قائلاً:
استُقبلت المسرحية بطريقة ليست واضحة، وهو ما تجلّى في مراجعة جيمس أغيت الساخرة والذكية التي استخدمت تقليدًا لمقطوعاتها الشعرية. لم يكن شهر مارس من عام 1939 وقتًا مناسبًا لعمل يُزيل العمى عن الواقع، إذ كانت إنجلترا لا تزال تحاول جاهدة أن تظل غير مدركة لما حولها.